# مارغريت إل. غولدسميث
مارغريت إل. غولدسميث (بالإنجليزية: Margaret L. Goldsmith)‏ (1894 - 1971)؛ مترجمة، كاتِبة، صحفية وروائية أمريكية. درست في جامعة إلينوي في إربانا-شامبين.